# Fear & Hunger 2: Termina
Fear & Hunger 2: Termina es un videojuego de rol creado por Miro Haverinen en 2022 como secuela de Fear & Hunger, combinando elementos de survival horror y simulación inmersiva. Se lanzó el 9 de diciembre de 2022 para Steam e Itch.io.

## Sistema de juego
El juego está ambientado en el mismo universo de Fear & Hunger, pero en la década de 1940 (unos 300 años después de los acontecimientos del primer juego). Tiene lugar en la Ciudad de Prehevil y sigue a 14 extraños que se ven obligados a participar en el actual Festival de Termina durante tres días bajo designio del Dios Antiguo Rher.
Al comienzo del juego, el jugador puede elegir entre 8 de los 14 participantes del Festival, seleccionando su historia de fondo, cuyas respuestas otorgan elementos o habilidades especiales. Estos personajes jugables son la Mecánica (Abella), el Doctor (Daan), la Periodista (Karin), el Ex-Soldado (Levi), el Matón/Boxeador (Marcoh), la Ocultista (Marina), la Botánica (Olivia) y el Mago Amarillo (O'saa). 
Si el jugador no logra obtener alguno de los tres finales disponibles antes del final del tercer día del Festival, su personaje se transformará en un monstruo por el "cáncer de la luz de luna" de Rher y perderá inmediatamente.
El juego, al igual que su antecesor, presenta un "sistema de combate estratégico de desmembramiento por turnos", con pérdida permanente de extremidades que afecta la velocidad y capacidad de tanto enemigos como aliados para usar armas. El jugador también debe mantener los niveles de hambre y cordura del personaje, los cuales empeoran con el tiempo. Muchas acciones a lo largo del juego se determinan mediante una mecánica de lanzamiento de moneda, en la que el jugador debe predecir correctamente el resultado de "cara" o "cruz"
El juego, al igual que su predecesor, presenta diferentes finales basados en las elecciones realizadas por el jugador, aunque éstos se redujeron a tres.

## Personajes

### Participantes del Festival de Termina
- Abella: Una mecánica del Reino de Oldegård.
- Daan: También conocido como Daniël, un doctor del Reino de Rondon.
- Karin Sauer: Una periodista del Imperio de Bremen.
- Levi: Un ex-soldado del Reino de Bohemia, específicamente de la Ciudad de Prehevil.
- Marcoh: Un boxeador de la Ciudad del Vaticano.
- Marina Domek: Una ocultista del Reino de Bohemia, específicamente de la Ciudad de Prehevil, que desarrolló sus habilidades con las artes ocultas en el Vaticano.
- Olivia Haas: Una botánica en silla de ruedas del Imperio de Bremen. Su hermana, Reila Audrey Haas, juega un papel importante en el juego como la entidad mecánica conocida como Lógica.
- O'saa: Un mago amarillo de Abyssonia y aprendiz del poderoso mago Nas'hrah.
- Kida Tanaka: Un asalariado implícitamente del Reino de Edo.
- Henryk: Un chef del Reino de Rondon.
- Samarie: Una mujer misteriosa que está obsesionada con Marina.
- August: Un misterioso caballero que implícitamente es un descendiente de Ragnvaldr, un personaje jugable de Fear & Hunger.
- Pavel Yudin: Más conocido simplemente como Pav, un soldado de Bremen proveniente de la República de Voroniya. Se alistó al Ejército para poder acercarse al Káiser y matarlo, pues el mismo fue quien provocó la destrucción de la ciudad natal de Pav durante la Primera Gran Guerra.
- Calígula: Un mafioso violento y malhumorado de la Ciudad del Vaticano.

### Otros
- Rher: También conocido como el Dios Embaucador y el Dios Lunar, es el antagonista principal del juego y quien inició el Festival de Termina, un Dios Antiguo mencionado vagamente en Fear & Hunger que desencadena el Final B en Fear & Hunger 2: Termina como jefe final.
- Dios del Azufre: Una deidad oscura y misteriosa, haciendo una aparición vaga en Fear & Hunger y desencadenando el Final C en Fear & Hunger 2: Termina.
- Káiser: Canciller del Imperio de Bremen, actual líder del Ejército y un importante antagonista del juego que actúa como boss. Aunque el juego no se molesta en decirlo directamente, está implícito que su verdadera identidad es Le'garde, el líder mercenario que el jugador tiene que rescatar como objetivo inicial en Fear & Hunger.
- Reila Audrey Haas: La hermana de Olivia, una ingeniera que se convirtió en la recipiente de Lógica.
- Lógica: También conocida como el Dios Máquina, es un ser divino recién creado por el Proyecto Lógica y un jefe final del juego que desencadena el Final A.
- Per'kele: Un siniestro sirviente de Rher que se comunica con los personajes a través de los sueños.

## Recepción
Fear & Hunger 2: Termina recibió críticas "generalmente favorables". En septiembre de 2023 obtiene una puntuación de usuario de 8,6 en Metacritic, basada en 17 calificaciones.
Marcus Jones, que escribe para DualShockers, describió el juego como "Perfección de JRPG de terror", y elogió especialmente la gama más amplia de personajes jugables, las nuevas mecánicas de juego y la expansión de la historia.